# Theobald Weber
Theobald Christian Fridrich Weber (13. september 1823 i København – 3. september 1886 i Svendborg) var en dansk grosserer og fabrikant.

## Kryolitfabrikken
Weber blev født i København, hvor hans fader Carl Friedrich Weber var tømrermester, og hans moder var Marie Antoinette f. Lehmann. Slægten var af tysk oprindelse, idet Webers farfader var kommet til Danmark fra Lübeck i 1780. Efter endt skolegang blev han sat til handelen, sin uddannelse som købmand fik han hos firmaet Zinn & Søn, og allerede 1850 åbnede han en egen forretning. I det nævnte år stiftede han sammen med sin tvillingbroder Sigvard Julius August Weber (død 1868) handelshuset Theobald Weber & Co. De købte i 1851 ejendommen Christiansdal ved Haderslev, hvor de sammen med deres morbroder, hofspejlhandler Frederik Lehmann indrettede en spejl- og glas- samt træslibefabrik, og da der til spejlfabrikationen behøvedes soda, kom handelshuset Theobald W. & Co. til at spille en væsentlig rolle i bestræbelserne for at nyttiggøre den af den senere professor Julius Thomsen udfundne måde at fremstille soda af kryolit på. Handelshuset købte de første ladninger af kryolit, som C.F. Tietgen skaffede hertil fra Grønland, ligesom det tilkøbte sig den ret til i Ivigtut at bryde kryolit, som Julius Thomsen og Georg Howitz sad inde med.
Og resultatet af forsøgene på Christiansdal blev, at handelshuset i 1857 gik i gang med efter Thomsens planer og tegninger at bygge kryolitfabrikken «Øresund» ved København, som åbnede i 1859. Samtidig ordnedes forholdene i Ivigtut. Der blev anskaffet dampmaskiner, anlagt sporveje m.m. Weber var selv deroppe i 1862, og alt gik godt, indtil verdensmarkedsprisen på soda i 1866 styrtdykkede. Handelshuset Theobald Weber & Co. så sig nødsaget til at blive sat under administration, hvad der i 1870 førte til en akkord med kreditorerne. Men allerede i 1867 havde Weber under disse forhold forladt København.

## Iværksætter i Svendborg
Han købte Gammel Hestehave ved Svendborg på 450 tønder land af baron Carl Iuel-Brockendorff på Scheelenborg og Valdemars Slot og anvendte sine nye arealer som foregangsmand for kunstig fiskeavl, hønseri, frugtplantager og fra 1880 frugtvinfabrikation. Han lod således 5 tdl. i Gl. Hestehave rydde til en frugtplantage og tilplante med primært æbletræer.
Weber var ingenlunde blevet fattig, for han vedblev at være interessent i den grønlandske kryolitmine, og i 1870'erne blev sodaproduktionen udfaset og kryolitten i stedet anvendt til fremstilling af aluminium.
Hans bopæl ved Svendborg blev døbt Christiansminde, og den blev udvidet betragteligt, fx importeredes adskillige tusinde løv- og nåletræer fra Orléans i Frankrig til at skabe en præsentabel park. I området, hvor Christiansminde lå, anlagde han gangstier, satte bænke op, klippede faconer i buske og træer, anlagde ørreddamme, anløbsbro til færge, dansesalon, traktørsted, badehotel i 1881 og skydepavillon. Desuden et større hønseri med rugemaskiner.
I 1872 etablerede Theobald Weber et træskibsværft på frugtplantagens område ved Svendborgsund, som hans ældste søn Sophus Weber (1859-1941) overtog. Han selv døde 3. september 1886 i sin villa Søro og blev bisat i Vor Frue Kirke og ligger begravet på Assistens Kirkegård plads nr. F.046. En anden søn, Harris Weber, overtog frugtplantagen og mosteriet, der blev en blomstrende forretning og kongelig hofleverandør.

## Webersgade
4. april 1854 havde han ægtet Sofie Emilie Meldola (22. november 1833 – 25. juli 1878), datter af prokurator Rafael Camillo Meldola og Rebekka Christine f. Sørensen fra Larvik i Norge. Han havde mødt hende til et bal i 1851. Parret fik 8 børn.
Prokuratoren var bror til gartneren August Philip Meldola, som i 1845 havde købt området Nørreholm langs Sortedams Sø i København. Weber købte i 1856 Nørreholm af sin svigerfaders bror inklusive en privatbolig, som Weber senere omdøbte fra Nørreholm til Rørholm. Weber boede aldrig selv på Rørholm, idet han havde en villa i Rosenvænget, men udlejede beboelsen til bl.a. maleren Wilhelm Zillen.
Meldola havde prøvet at udstykke Nørreholm i lodder med henblik på salg på auktion, men ingen ville købe lodderne på grund af demarkationsservitutterne, der forbød opførelse af permanent bebyggelse. Weber var anderledes heldig, for 1867 blev demarkationsservitutterne langt om længe ophævet, hvorpå Weber kunne påbegynde en udstykning af Rørholm til bebyggelse. En deklaration fra 1878 beskriver den nye udstykning som bestående af tre 25 alen brede gader mellem Øster Farimagsgade og Øster Søgade. Theobald Weber foreslog Københavns Kommune at bruge gadenavnene Gammeltoftsgade, Ole Suhrs Gade og Rørholmsgade, og Borgerrepræsentationen vedtog efter at have accepteret Webers navneforslag desuden at en vej nord for Rørholms nordskel langs Arbejdernes Byggeforenings nye bebyggelse, populært kaldet Kartoffelrækkerne, skulle kaldes Webersgade.